# گریسی، کنتاکی
گریسی (به انگلیسی: Gracey) یک منطقهٔ مسکونی در ایالات متحده آمریکا است که در شهرستان کریستین، کنتاکی واقع شده‌است. گریسی ۰٫۶۲ کیلومتر مربع مساحت و ۱۳۸ نفر جمعیت دارد و ۱۵۵ متر بالاتر از سطح دریا واقع شده‌است.